# Lavads distrikt
Lavads distrikt är ett distrikt i Lidköpings kommun och Västra Götalands län. 
Distriktet ligger sydväst om Lidköping. 

## Tidigare administrativ tillhörighet
Distriktet inrättades 2016 och utgörs av en del av området som Lidköpings stad omfattade fram till 1971, delen som före 1969 utgjorde Lavads socken.
Området motsvarar den omfattning Lavads församling hade 1999/2000.